# 变异涡蛛
变异涡蛛（学名：Octonoba varians）为蟱蛛科涡蛛属的动物。分布于日本、台湾岛以及中国大陆的四川、江苏、浙江、湖南、福建、贵州等地，主要生活于小土洞内。该物种的模式产地在日本。